# Ángyán Aurél
P. Ángyán Aurél OFM (Nagyszakácsi, 1861. augusztus 15. – Simontornya, 1938. március 8.) magyar ferences rendi szerzetes, plébános, házfőnök és történetíró.

## Életpályája
1861-ben született a Somogy vármegyei Nagyszakácsiban. 1877-ben felvételt nyert a ferencesek Kapisztrán Szent Jánosról elnevezett rendtartományába, ahol 1882. augusztus 15-én tett fogadalmat. Pappá szentelésére 1884-ben került sor. A század végén plébános Pécsett, a Szigeti külvárosban, az 1910-es években a szigetvári rendház főnöke, 1923-tól pedig Máriagyűd plébánosa volt. 1930-tól egy ideig újra a pécsi rendházban élt mint rendtartományi történetíró, majd élete alkonyán Simontornyára került.
Szolgálata során helytörténeti kutatásokat is végzett a rábízott konventekben. Nagy részletességgel megírta mind a pécsi, mind a szigetvári rendház teljes történetét, valamint több kiadványban a gyűdi kegyhely és környéke múltját is feldolgozta.

## Művei (válogatás)
- A honfoglaló pogány magyarok megtérítése a keresztény hitre és a gyűdi kegyhely eredete. Pécs, 1928
- A gyűdi kegyhely a történelmi események forgatagában. Mária-gyüdi Szent Ferenc Zárda, Gyűd, 1930
- Gyűd vidéke és a siklósi vár eredete történelmi megvilágításban. A honfoglalást megelőző korszaktól a XVII.-ik századig. Simontornya, 1933
- Búcsús könyv. Imádságok és énekek Orosz István, Wátz Oszkár és Angyán Aurél búcsús könyveiből; összeáll. Fritz Ferenc; Római Katolikus Plébániahivatal, Doroszló, 1974